# Euleptes europaea
Euleptes europaea es una especie de gecko que pertenece a la familia Sphaerodactylidae. Es la única especie del género monotípico Euleptes. Es una especie nocturna y principalmente insular, nativa de varias islas del mar Mediterráneo en Francia, Italia y Túnez.

## Distribución y hábitat
Su área de distribución incluye Francia, Italia y Tunesia.  En Francia se distribuye en la isla de Córcega e islotes satélite, algunas islas a lo largo de la costa sur de Francia, incluyendo Port-Cros, isla de Levant (islas de Hyères) y varias pequeñas islas a lo largo de Marsella; también existe una población continental en la costa del extremo sureste de Francia.  En Italia se distribuye en las islas de Cerdeña, Elba, Gorgona, Capraia, Pianosa, Montecristo, y Giglio; también existen algunas poblaciones costeras en Toscana y Liguria. En Túnez se distribuye en las islas de Cani y La Galita.
Su hábitat natural se compone de zonas rocosas, incluyendo acantilados.  También habita los muros de piedra en las tierras agrícolas y casas abandonadas. Su rango altitudinal oscila entre 0 y 1500 m s. n. m..

## Descripción
Tiene una longitud total de 6 a 8 cm y es uno los lagartos más pequeños de Europa.